# Ostatnie metro
Ostatnie metro (fr. Le dernier métro) – francuski dramat obyczajowy z 1980 roku w reżyserii François Truffauta. Zdjęcia kręcono w Paryżu oraz w Clichy w departamencie Hauts-de-Seine.

## Fabuła
Francja okupowana przez Niemców podczas II wojny światowej. Aktorka Marion Steiner przejęła od swojego męża kierownictwo teatru w Montmartrze. Powszechnie sądzi się, że jej mąż Lucas – Niemiec pochodzenia żydowskiego, uciekł i przebywa w Ameryce Południowej. Naprawdę ukrywa się w piwnicy teatru, o czym wie tylko żona i przekazuje jej wskazówki dotyczące realizacji nowego przedstawienia. Do tej sztuki zostaje zatrudniony młody aktor Bernard Granger. Zakochuje się w Marion Steiner.

## Główne role
- Catherine Deneuve – Marion Steiner
- Gérard Depardieu – Bernard Granger
- Jean Poiret – Jean-Loup Cottins
- Andréa Ferréol – Arlette Guillaume
- Paulette Dubost – Germaine Fabre
- Jean-Louis Richard – Daxiat
- Maurice Risch – Raymond Boursier
- Sabine Haudepin – Nadine Marsac
- Heinz Bennent – Lucas Steiner

## Nagrody i nominacje
Oscary za rok 1980
- Najlepszy film zagraniczny (nominacja)

Złote Globy 1980
- Najlepszy film zagraniczny (nominacja)

Cezary 1981
- Najlepszy film – François Truffaut
- Najlepsza reżyseria – François Truffaut
- Najlepszy scenariusz oryginalny lub adaptowany – François Truffaut, Suzanne Schiffman
- Najlepsze zdjęcia – Néstor Almendros
- Najlepsza scenografia – Jean-Pierre Kohut-Svelko
- Najlepsza muzyka – Georges Delerue
- Najlepszy dźwięk – Michel Laurent
- Najlepszy montaż – Martine Barraqué
- Najlepszy aktor – Gérard Depardieu
- Najlepsza aktorka – Catherine Deneuve
- Najlepszy aktor drugoplanowy – Heinz Bennent (nominacja)
- Najlepsza aktorka drugoplanowa – Andréa Ferréol (nominacja)